# Comitatul Donegal
Donegal (în irlandeză Contae Dhún na nGall) este un comitat din Irlanda.